# Diocesi episcopale del Massachusetts
La diocesi del Massachusetts (in latino: Dioecesis de Massachusetta) è una sede della Chiesa Episcopale situata nella regione ecclesiastica Provincia 1. Nel 2010 contava circa 77.000 battezzati. È attualmente retta dal vescovo M. Thomas Shaw.

## Territorio
La diocesi comprende la parte orientale dello stato del Massachusetts (Stati Uniti), e nove contee: Barnstable, Bristol, Dukes, Essex, Middlesex, Norfolk, Nantucket, Plymouth, Suffolk.
Sede vescovile è la città di Boston, dove si trova la cattedrale di San Paolo (Cathedral Church of St. Paul).
Il territorio si estende su 15.864 km² ed è suddiviso in 194 parrocchie, tra le quali 12 vicariati.

## Storia
Il Massachusetts fu fondata da puritani che non accettavano alcuni aspetti della Chiesa anglicana, come i vescovi e il Libro delle preghiere comuni. La prima parrocchia anglicana nella Colonia della Baia del Massachusetts era cappella del Re di Boston, costruita nel 1688, 58 anni dopo la fondazione della città. Dopo la Rivoluzione Americana, la Cappella del Re venne assegnata a una altra confessione, diventando la prima Congregazione Unitaria in Nord America. Le più antiche parrocchie della diocesi sono la Christ Church a Quincy, fondata nel 1704, e quella di St. Paul a Newburyport, fondata nel 1711, la St. Michael Church a Marblehead, fondata nel 1714, Christ Church a Boston (Old North Church), fondata nel 1723, e St. Andrew Church a Norwell (ora Hanover), fondata nel 1727.
La diocesi è stata eretta nel 1784, cinque anni prima della Chiesa Episcopale stessa. Il primo vescovo è stato Samuel Seabury, anche vescovo della diocesi episcopale del Connecticut, consacrato dai vescovi della Chiesa episcopale scozzese nel 1784 e divenuto nel 1789 il primo "Presiding Bishop" (cioè il vescovo a capo della Chiesa come un Primate) della stessa Chiesa episcopale.